# 海底火山

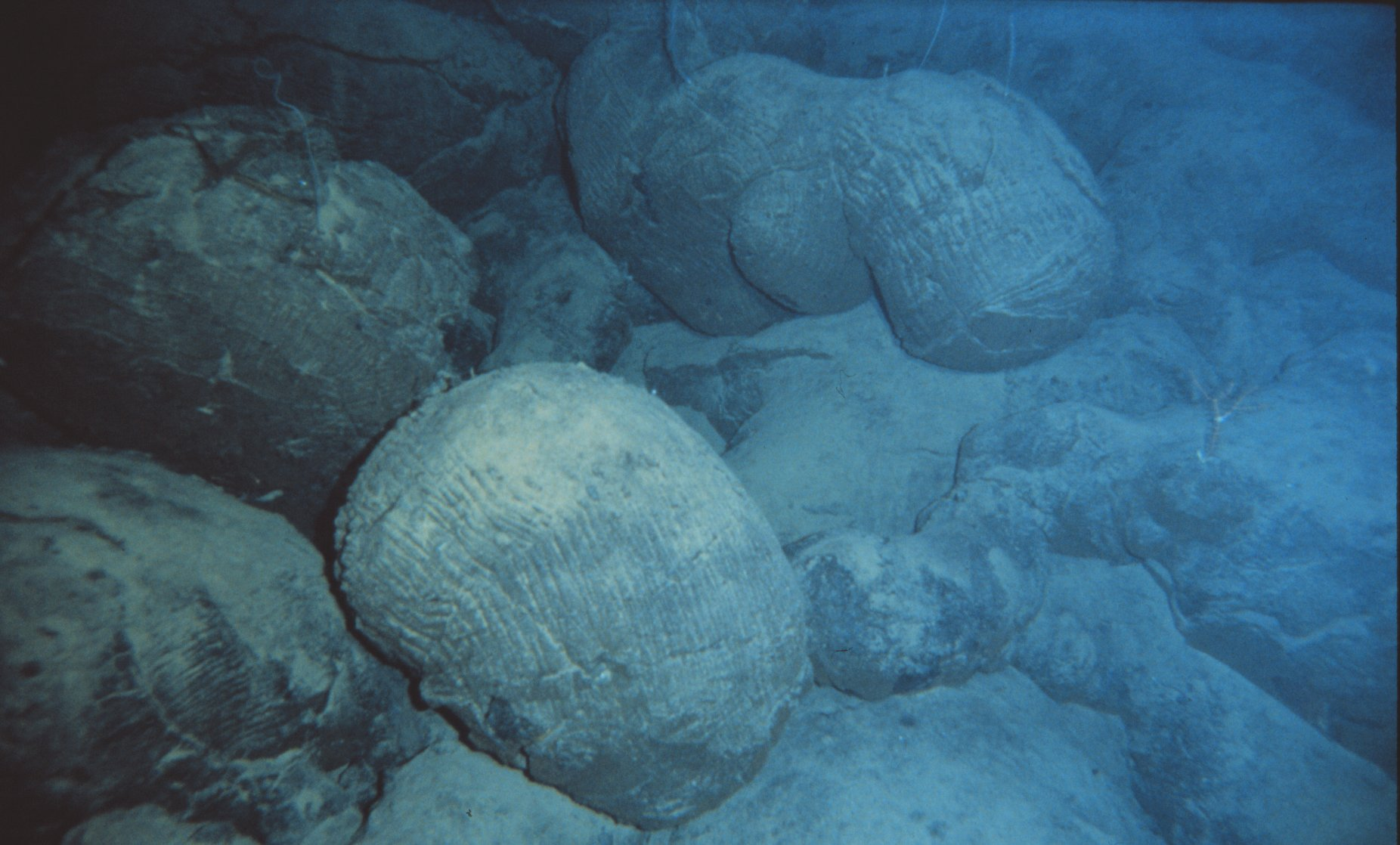
夏威夷海底火山產生的枕狀熔岩

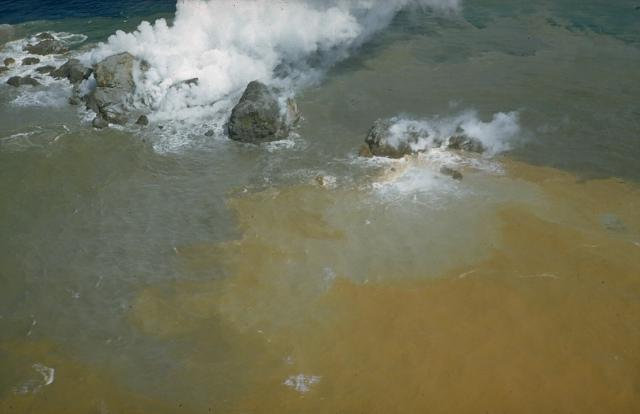
明神礁海底火山噴發在海面產生水氣

海底火山噴發示意圖

海底火山，是大洋底部形成的火山。海底火山的分佈相當廣泛，海底火山噴發的熔岩表層在海底就被海水急速冷卻，有如擠牙膏狀，但內部仍是高熱狀態。海底火山產生的岩漿約佔全年總量的75%。
絕大部分海底火山位於構造板塊運動的附近區域，被稱為中洋脊。儘管多數海底火山位於深海，但是也有一些位於淺水區域，在噴發時會向空中噴出物質。在海底火山附近的熱氣噴發口，具有豐富的生物活性。